# 第2回日米大学野球選手権大会日本代表
第2回日米大学野球選手権大会日本代表（だい2かいにちべいだいがくやきゅうせんしゅけんたいかいにっぽんだいひょう）は、1973年6月22日から7月1日までアメリカにて開かれた日米大学野球選手権大会第2回大会に出場するために結成された日本チームである。

## 日本チーム
所属や学年は選出当時
| 位置   | 氏名       | 所属                     | 学年 |
| ------ | ---------- | ------------------------ | ---- |
| 団長   | 武田孟     | 日本学生野球協会会長     |      |
| 監督   | 宮井勝成   | 中央大学監督             |      |
| コーチ | 篠原一豊   | 立教大学監督             |      |
| 役員   | 藤田信男   | 全日本大学野球連盟理事長 |      |
| 役員   | 金子文六   | 日本学生野球協会理事     |      |
| 投手   | 矢野暢生   | 早稲田大学               | 3年  |
| 投手   | 田村政雄   | 中央大学                 | 2年  |
| 投手   | 中村憲史朗 | 立教大学                 | 4年  |
| 投手   | 小林秀一   | 愛知学院大学             | 4年  |
| 投手   | 田尾安志   | 同志社大学               | 2年  |
| 投手   | 峰尾晃     | 関東学院大学             | 2年  |
| 捕手   | 楠城徹     | 早稲田大学               | 4年  |
| 捕手   | 中西清治   | 法政大学                 | 2年  |
| 捕手   | 吉田秀雄   | 駒澤大学                 | 4年  |
| 内野手 | 山本功児   | 法政大学                 | 4年  |
| 内野手 | 垣野多鶴   | 東海大学                 | 4年  |
| 内野手 | 中畑清     | 駒澤大学                 | 2年  |
| 内野手 | 佐野仙好   | 中央大学                 | 4年  |
| 内野手 | 山下大輔   | 慶應義塾大学             | 4年  |
| 内野手 | 樋野和寿   | 明治大学                 | 4年  |
| 外野手 | 鍛治舎巧   | 早稲田大学               | 4年  |
| 外野手 | 宇山秀明   | 慶應義塾大学             | 4年  |
| 外野手 | 藤波行雄   | 中央大学                 | 4年  |
| 外野手 | 迫丸金次郎 | 愛知学院大学             | 4年  |
| 外野手 | 中井順二   | 同志社大学               | 4年  |

## 対戦成績
- 第1戦（6月22日、カリフォルニア州・ドジャースタジアム）　アメリカ 6x-2 日本　（延長11回）
- 第2戦（6月24日、ドジャースタジアム）　アメリカ 11-6 日本　（延長11回）
- 第3戦（6月25日、ネブラスカ州・ローゼンブラット・スタジアム）　アメリカ 6-2 日本
- 第4戦（6月26日、ローゼンブラットスタジアム）　アメリカ 10-3 日本
- 第5戦（6月27日、ローゼンブラットスタジアム）　日本 4-2 アメリカ
- 第6戦（6月29日、カリフォルニア州・アナハイムスタジアム）　日本 4x-3 アメリカ
- 第7戦（7月1日、アナハイムスタジアム）　アメリカ 1-0 日本
通算5勝2敗でアメリカの優勝[2]。